# Selectieve serotonine-heropnameremmers
De selectieve serotonine-heropnameremmers (Engels: selective serotonin reuptake inhibitors (SSRIs)) vormen een subklasse in de groep van antidepressiva. De SSRI's hebben een agonistisch werkingsmechanisme door het blokkeren van de heropname van serotonine in neuronen. Dit verhoogt de serotonineconcentratie in de synapsspleet en dit zou bijdragen aan het antidepressieve effect. Serotonine is een neurotransmitter die een belangrijke rol speelt in stemming en gemoed. SSRI's remmen eveneens, in veel geringere mate, de heropname van noradrenaline en dopamine. De SSRI's zijn globaal bijna even effectief als de tricyclische antidepressiva (TCA's) en de duale heropnameremmers (venlafaxine) bij een lichte depressie. Personen met ernstigere depressies reageren beter op de TCA's. De bijwerkingen van de SSRI's zijn legio. Er komen steeds meer verontrustende gegevens naar buiten inzake de blootstelling van het ongeboren kind aan SSRI's. De interacties zijn stofafhankelijk daar waar het interferentie met CYP-leverenzymen betreft. In het algemeen hebben de TCA's meer bijwerkingen bij ouderen, door de anticholinerge nevenwerking, die bij de SSRI's ontbreekt. Suïcide door overdosering is een groter risico bij TCA's. In de 21e eeuw zijn de SSRI's de meest voorgeschreven antidepressiva in Nederland.

## Geschiedenis
In de jaren 70 van de 20e eeuw was men op zoek naar antidepressiva die niet de - soms ernstige - bijwerkingen van tricyclische antidepressiva (TCA's) hadden. Een hoge dosis TCA kan het hart beschadigen, en een overdosis kan daardoor fataal zijn. Van TCA’s was bekend dat zij werkzaam waren vanwege hun remming van de heropname van noradrenaline, later ontdekte men dat deze middelen ook de heropname van serotonine remden. Deze ontdekking was de aanleiding voor onderzoek naar chemische verbindingen die meer specifiek de heropname van serotonine remden, en minder invloed hadden op histamine-, muscarine- en alfa-adrenerge receptoren. Hiervoor had men twee redenen. Ten eerste was men op het spoor gekomen van een nieuw antidepressief werkingsmechanisme, de serotonineheropnameremming. Ten tweede wilde men middelen ontwikkelen die minder (ernstige) bijwerkingen vertoonden. Dit bereikte men door te werken aan middelen met een voornamelijk serotonine-effect en minder interacties met andere (bovenstaande) receptoren. Een en ander resulteerde in de ontwikkeling van de SSRI’s. Zimeldine was het eerste middel uit deze klasse dat in 1982 in een aantal Europese landen werd geïntroduceerd. In verband met zeldzame bijwerkingen bij een kleine groep patiënten werd het middel in 1983 van de markt gehaald. Ook in 1982 werd Indalpine geïntroduceerd, wat in 1987 eveneens van de markt werd gehaald in verband met hematologische effecten. In 1985 werd fluvoxamine (Fevarin) geïntroduceerd, gevolgd door andere middelen waarvan fluoxetine (Prozac) wereldwijd het meest voorgeschreven middel is. In Nederland zijn de SSRI's het meest gebruikte type antidepressiva. In totaal gebruiken 800.000 Nederlanders antidepressiva. Bij driekwart hiervan gaat het om SSRI's. Met name paroxetine en fluoxetine zijn vaak gebruikte en bekende antidepressiva.

## De SSRI's
- Citalopram (Cipramil)
- Escitalopram (Lexapro)
- Fluoxetine (Prozac)
- Fluvoxamine (Fevarin)
- Paroxetine (Seroxat)
- Sertraline (Zoloft, Serlain)

## Werkingsmechanisme
Een gemeenschappelijke eigenschap van de SSRI’s is de remming van de heropname van serotonine terug het neuron in. Deze middelen remmen ook de heropname van noradrenaline en dopamine, echter in veel geringere mate dan die van serotonine. Vandaar het “selectieve” in de naam van deze groep middelen. Tevens bezitten ze een geringe affiniteit voor muscarine- en serotonine-2-receptoren (5-HT2).
Werking met betrekking tot de serotonerge neurotransmissie, stapsgewijs:
1. Na toediening blokkeren SSRI’s meteen de serotonineheropnamepomp. Dit veroorzaakt een verhoging van de serotonineconcentratie aan de somatodendritische kant van het neuron.
2. Somatodendritische serotonine-1A-receptoren (5-HT1A-autoreceptoren) gaan een interactie aan met de serotonine waardoor het neuron presynaptisch minder serotonine afgeeft.
3. Na verloop van tijd (weken) worden deze 5-HT1A-autoreceptoren ongevoelig voor de lokaal verhoogde hoeveelheid serotonine, en de hoeveelheid receptoren neemt af. Gevolg zijn meer actiepotentialen, en aan het axonuiteinde van de zenuwcel wordt meer serotonine afgegeven de synapsspleet in.
4. De laatste stap is het ongevoelig worden van de postsynaptische serotoninereceptoren. Hierdoor stijgt de hoeveelheid serotonine in de synapsspleet. Dit zou bijdragen aan het antidepressieve effect van de SSRI's en het voorbijgaande karakter van een aantal bijwerkingen.

Het ongevoelig (desensitisatie) maken van de receptoren duurt enige tijd (een aantal weken) en wordt beschouwd als oorzaak van het vertraagd intreden van de werking van SSRI’s.
De beïnvloeding van de 5-HT1A-autoreceptoren speelt ook een rol bij de modulatie van angst, agressie, het voedingspatroon, de motoriek en het seksueel functioneren.
De bijwerkingen zijn voor het overgrote deel een direct gevolg van de interactie met de verschillende neurotransmittersystemen.

## Indicaties
Aanvankelijk werden SSRI’s alleen gebruikt bij de behandeling van klinische depressies. Inmiddels zijn er voldoende onderzoeksgegevens waaruit blijkt dat deze middelen ook bij andere aandoeningen effectief zijn:
- paniekstoornis: escitalopram, paroxetine
- obsessieve-compulsieve stoornis: escitalopram, fluoxetine, fluvoxamine, paroxetine, sertraline
- gegeneraliseerde angststoornis: escitalopram, paroxetine
- sociale fobie/sociale angststoornis: escitalopram, paroxetine, sertraline
- posttraumatische stressstoornis: paroxetine

De onderzoeksresultaten van studies naar de effectiviteit van SSRI-antidepressiva zijn vertekend. Het blijkt dat er een behoorlijke publicatiebias optreedt bij de publicatie van resultaten van onderzoek naar de effecten van SSRI-antidepressiva: voornamelijk onderzoek met gunstige resultaten vindt zijn weg naar de vakbladen. Onderzoek waaruit blijkt dat een bepaald SSRI-antidepressivum niet helpt, wordt meestal niet gepubliceerd. Onderzoek naar de effectiviteit van SSRI's is vaak gesponsord door de fabrikanten van de desbetreffende middelen, wat de kans op selectief rapporteren vergroot.

### Vragen over effectiviteit
SSRI's blijken een aantal van de meest voorkomende symptomen van depressie niet te verhelpen, zoals slapeloosheid, bedroefdheid en verminderde concentratie. Tot 80% van de depressieve mensen houdt één of meer van hun depressieve symptomen als ze een SSRI gaan nemen.
Uit onderzoek is gebleken dat veel patiënten (naar schatting ruim 100.000 mensen) die SSRI's gebruiken een te hoge dosering krijgt voorgeschreven. Artsen hebben de gewoonte om na zes weken behandeling de dosis te verdubbelen als de behandeling niet aanslaat. Patiënten gebruiken vervolgens deze dubbele dosis weer voor zes weken. Onderzoek heeft echter aangetoond dat deze verdubbeling geen effect heeft. Een dubbele dosis gaf ten opzichte van een nep-dosisverhoging (door middel van een placebo) geen toename te zien van de hoeveelheid paroxetine in de hersenen. Wel wordt door patiënten een toename gemeld van het aantal bijwerkingen.

## Voorschrijven onder de 24 jaar
De Amerikaanse FDA gaf in 2007 een 'black-box warning' uit over SSRI's en andere antidepressiva inzake het verhoogde risico op zelfmoord.
De firma GlaxoSmithKline betaalde in 2012 een boete van 3 miljard dollar, onder andere omdat ze door bleef gaan met het illegaal aanbevelen van haar SSRI bij jongeren.
In Nederland legt het CBG de ondergrens bij 18 jaar.

## Bijwerkingen
- Maag-darmklachten (misselijkheid, diarree en obstipatie)
- Hoofdpijn,
- Anorexie
- Onrust
- Agressie[15][16][17][18] Recent werden 31 geneesmiddelen geïdentificeerd die gewelddadigheid en agressiviteit kunnen veroorzaken. SSRI’s scoren het hoogst en meest consistent als veroorzakers van gewelddadig gedrag.[19]
- Slapeloosheid
- Bloeduitstortingen en bloedingen. Scherp benoemd in het Harm-wrestling rapport.[20]
- Serotoninesyndroom al dan niet in combinatie met andere middelen
- Seksuele stoornissen (verminderd tot geen libido, erectiestoornissen (bij mannen), vertraagde ejaculatie (bij mannen) genitale gevoelloosheid en opwindingsproblemen). De mogelijkheid bestaat dat seksuele problemen ook na beëindiging van de medicatie blijven voortduren. Deze post-SSRI sexual dysfunction, zoals de aandoening wordt genoemd, kan enkele maanden of jaren duren en in enkele gevallen zelfs definitief zijn.
- Onttrekkingsverschijnselen bij abrupt staken[21]
- Osteoporose: Ouderen die dagelijks SSRI's nemen hebben dubbel zoveel kans om geconfronteerd te worden met botbreuken.[22]
- Sterke vermindering van de rijvaardigheid, sterker dan bij andere antidepressiva.[23][24]

Uit een groot langetermijnonderzoek, het Women's Health Inititiative waarin 136.000 vrouwen werden gevolgd, blijkt dat onder de 5500 vrouwen uit dit onderzoek die een SSRI gebruikten significant meer sterfte voorkwam en meer beroertes dan onder diegenen die geen antidepressiva gebruikten. Het ging om ongeveer 2% per jaar extra risico.

## Zwangerschap
Van geen enkel antidepressivum is vastgesteld dat het veilig tijdens zwangerschap kan worden toegepast. Van de SSRI's is er als groep een verband naar voren gekomen tussen het gebruik van SSRI's na de twintigste week in de zwangerschap en persisterende pulmonale hypertensie bij het pasgeboren kind (PPHN). Het gebruik van SSRI's tijdens de zwangerschap verhoogt het risico op een spontane abortus met 61%. Aan het eind van de zwangerschap is met gebruik van SSRI's extra voorzichtigheid geboden vanwege een groter risico van complicaties en onttrekkingsverschijnselen bij de pasgeborene. In recente studies werd verband gevonden tussen gebruik in de eerste 13 weken van de zwangerschap en zich manifesterend autisme bij het kind.

## Andere klassen antidepressiva
- Monoamino-oxidaseremmers (MAO-remmers)
- Tricyclische antidepressiva